# Вирий Никомах Флавиан
Вижте пояснителната страница за други личности с името Никомах.
Вирий Никомах Флавиан (на латински: Virius Nicomachus Flavianus; * 334; † 394) е граматик, историк и политик на Римската империя през 4 век.
Флавиан е езичник, произлиза от знатна фамилия от Рим.
През 364/365 г. Флавиан е управител на Сицилия. Император Грациан го прави vicarius Africae през 377 г. При император Теодосий I става през 388 г. quaestor sacri palatii (отговаря за писане на закони). От 390 до 392 г. той е преториански префект на Италия, Илирия и Африка. След смъртта на Валентиниан II Флавиан поддържа узурпатора Евгений и военачалник Арбогаст. Става отново преториански префект от 393 до 394 г. През 394 г. до септември той е назначен от Евгений за консул за Запада, което Теодосий не признава. След смъртта на Евгений и битката при Фригид на 6 септември 394 г. в Словения Флавиан се самоубива и получава damnatio memoriae.
Флавиан е приятел на Квинт Аврелий Симах и синът му Никомах Флавиан Младши се жени през 393 г. за неговата дъщеря Гала.
През 431 г. Флавиан Млади и синът му, видният сенатор Апий Никомах Декстер, го реабилитират. Поставя му се статуя и императорите Валентиниан III и Теодосий II държат пламенни речи.
Флавиан издава с други от „кръга на Симах“ отново историческото произведение на Ливий и Енеида на Вергилий, чийто ръкопис се намира днес във Ватикан (Cod. Vat. lat. 3225; Vergilius Vaticanus).
Флавиан пише история за Теодосий I с титлата Annales и превежда произведения от гръцки на латински.